# Суперліцензія FIA
Суперліцензія FIA — це ліцензія, яка необхідна  для всіх пілотів Формули 1. Ліцензія видається Міжнародною автомобільною федерацією за запитом.

## Вимоги

### Суперліцензія
Щоб претендувати на суперліцензію FIA, заявник повинен відповідати вимогам Міжнародного спортивного кодексу FIA, що зазначені в Додатку L, Статті 5. Станом на 2021 рік у статті зазначено:
1. Мінімальний вік 18 років на початку їхнього першого змагання в Формулі-1.
2. Наявність міжнародної ліцензії на змагання рівня A.
3. Наявність дійсного водійського посвідчення.
4. Складання теоретичного тесту FIA на знання спортивних кодексів і правил Формули-1 при першій заявці.
5. Пройшов принаймні 80% кожного з двох повних сезонів будь-якого чемпіонату в одномісних змаганнях, зазначених у Доповненні 1 до регламенту.
6. Накопичено щонайменше 40 очок за попередні три сезони в будь-якій комбінації чемпіонатів, зазначених у Доповненні 1 до регламенту.

За умови, що гонщик раніше мав суперліцензію, він не повинен відповідати таким вимогам:
- Гонщик, який мав дійсну суперліцензію протягом будь-якого з попередніх трьох сезонів, має право на нову ліцензію.
- Гонщик, який раніше мав суперліцензію, але не мав дійсної ліцензії протягом останніх трьох років, повинен подолати 300 км з гоночною швидкістю на відповідному боліді Формули-1 протягом не більше двох днів, в рамках тесту, який сертифікований національним органом, що відповідає за перегони або який є частиною офіційної сесії Гран-прі Формули-1. Це має бути виконано не більше ніж за 180 днів до подачі заявки.

У 2020 році у відповідь на пандемію COVID-19 до вимоги 6 було внесено зміни, відповідно до яких, якщо трисезонне вікно включає 2020 рік, потрібно зараховувати три сезони з найвищими балами з чотирьох попередніх сезонів. Якщо водій накопичив принаймні 30 балів і в даний час бере участь у будь-якому з чемпіонатів, зазначених у Доповненні 1, і не зміг накопичити 40 балів через «обставини поза його контролем або форс-мажор», ліцензія може бути надана. на розсуд FIA.
Станом на 7 грудня 2022 року бали вказані в Доповненні 1 суперліцензії, які також відповідають правилу 80%, нараховуються відповідно до наведеної нижче таблиці:
| Серія                                                                            | Позиція в чемпіонаті | Позиція в чемпіонаті | Позиція в чемпіонаті | Позиція в чемпіонаті | Позиція в чемпіонаті | Позиція в чемпіонаті | Позиція в чемпіонаті | Позиція в чемпіонаті | Позиція в чемпіонаті | Позиція в чемпіонаті |
| Серія                                                                            | 1                    | 2                    | 3                    | 4                    | 5                    | 6                    | 7                    | 8                    | 9                    | 10                   |
| -------------------------------------------------------------------------------- | -------------------- | -------------------- | -------------------- | -------------------- | -------------------- | -------------------- | -------------------- | -------------------- | -------------------- | -------------------- |
| FIA Formula 2 Championship                                                       | 40                   | 40                   | 40                   | 30                   | 20                   | 10                   | 8                    | 6                    | 4                    | 3                    |
| IndyCar Series                                                                   | 40                   | 30                   | 20                   | 10                   | 8                    | 6                    | 4                    | 3                    | 2                    | 1                    |
| FIA Formula 3 Championship                                                       | 30                   | 25                   | 20                   | 15                   | 12                   | 9                    | 7                    | 5                    | 3                    | 2                    |
| FIA Formula E Championship                                                       | 30                   | 25                   | 20                   | 10                   | 8                    | 6                    | 4                    | 3                    | 2                    | 1                    |
| FIA World Endurance Championship HYPERCAR                                        | 30                   | 24                   | 20                   | 16                   | 12                   | 10                   | 8                    | 6                    | 4                    | 2                    |
| Formula Regional European Championship                                           | 25                   | 20                   | 15                   | 10                   | 7                    | 5                    | 3                    | 2                    | 1                    | 0                    |
| Super Formula Championship                                                       | 25                   | 20                   | 15                   | 10                   | 7                    | 5                    | 3                    | 2                    | 1                    | 0                    |
| FIA World Endurance Championship LMP2                                            | 20                   | 16                   | 12                   | 10                   | 8                    | 6                    | 4                    | 2                    | 0                    | 0                    |
| Super GT GT500                                                                   | 20                   | 16                   | 12                   | 10                   | 7                    | 5                    | 3                    | 2                    | 1                    | 0                    |
| Formula Regional Middle East Championship                                        | 18                   | 14                   | 12                   | 10                   | 6                    | 4                    | 3                    | 2                    | 1                    | 0                    |
| Formula Regional Asian Championship (скасовано 2022, згорають після 2025)        | 18                   | 14                   | 12                   | 10                   | 6                    | 4                    | 3                    | 2                    | 1                    | 0                    |
| Formula Regional Americas Championship                                           | 18                   | 14                   | 12                   | 10                   | 6                    | 4                    | 3                    | 2                    | 1                    | 0                    |
| Formula Regional Japanese Championship                                           | 18                   | 14                   | 12                   | 10                   | 6                    | 4                    | 3                    | 2                    | 1                    | 0                    |
| Formula Regional Oceania Championship                                            | 18                   | 14                   | 12                   | 10                   | 6                    | 4                    | 3                    | 2                    | 1                    | 0                    |
| Formula Regional Indian Championship (старт 2023)                                | 18                   | 14                   | 12                   | 10                   | 6                    | 4                    | 3                    | 2                    | 1                    | 0                    |
| Formula Renault Eurocup (скасовано 2020, згорають після 2023)                    | 18                   | 14                   | 12                   | 10                   | 6                    | 4                    | 3                    | 2                    | 1                    | 0                    |
| IMSA Prototypes                                                                  | 18                   | 14                   | 10                   | 8                    | 6                    | 4                    | 2                    | 1                    | 0                    | 0                    |
| Deutsche Tourenwagen Masters                                                     | 15                   | 12                   | 10                   | 7                    | 5                    | 3                    | 2                    | 1                    | 0                    | 0                    |
| World Touring Car Cup (скасовано 2022, згорають після 2025)                      | 15                   | 12                   | 10                   | 7                    | 5                    | 3                    | 2                    | 1                    | 0                    | 0                    |
| Supercars Championship                                                           | 15                   | 12                   | 10                   | 7                    | 5                    | 3                    | 2                    | 1                    | 0                    | 0                    |
| NASCAR Cup Series                                                                | 15                   | 12                   | 10                   | 7                    | 5                    | 3                    | 2                    | 1                    | 0                    | 0                    |
| Indy NXT                                                                         | 15                   | 12                   | 10                   | 7                    | 5                    | 3                    | 2                    | 1                    | 0                    | 0                    |
| W Series                                                                         | 15                   | 12                   | 10                   | 7                    | 5                    | 3                    | 2                    | 1                    | 0                    | 0                    |
| Euroformula Open                                                                 | 15                   | 12                   | 10                   | 7                    | 5                    | 3                    | 2                    | 1                    | 0                    | 0                    |
| Super Formula Lights                                                             | 15                   | 12                   | 10                   | 7                    | 5                    | 3                    | 2                    | 1                    | 0                    | 0                    |
| Formula 4 Championships                                                          | 12                   | 10                   | 7                    | 5                    | 3                    | 2                    | 1                    | 0                    | 0                    | 0                    |
| FIA World Endurance Championship LMGTE Pro (скасовано 2022, згорають після 2025) | 12                   | 10                   | 7                    | 5                    | 3                    | 2                    | 1                    | 0                    | 0                    | 0                    |
| Asian Le Mans Series Prototypes                                                  | 10                   | 8                    | 6                    | 4                    | 2                    | 0                    | 0                    | 0                    | 0                    | 0                    |
| European Le Mans Series Prototypes                                               | 10                   | 8                    | 6                    | 4                    | 2                    | 0                    | 0                    | 0                    | 0                    | 0                    |
| FIA World Endurance Championship LMGTE Am                                        | 10                   | 8                    | 6                    | 4                    | 2                    | 0                    | 0                    | 0                    | 0                    | 0                    |
| IMSA GTD Pro                                                                     | 10                   | 8                    | 6                    | 4                    | 2                    | 0                    | 0                    | 0                    | 0                    | 0                    |
| National Formula 3 Championships                                                 | 10                   | 7                    | 5                    | 3                    | 1                    | 0                    | 0                    | 0                    | 0                    | 0                    |
| Indy Pro 2000 Championship                                                       | 10                   | 7                    | 5                    | 3                    | 1                    | 0                    | 0                    | 0                    | 0                    | 0                    |
| NASCAR Xfinity Series                                                            | 10                   | 7                    | 5                    | 3                    | 1                    | 0                    | 0                    | 0                    | 0                    | 0                    |
| Toyota Racing Series (скасовано 2021, згорають після 2024)                       | 10                   | 7                    | 5                    | 3                    | 1                    | 0                    | 0                    | 0                    | 0                    | 0                    |
| International GT3 Series                                                         | 6                    | 4                    | 2                    | 0                    | 0                    | 0                    | 0                    | 0                    | 0                    | 0                    |
| FIA Karting World Championships Senior                                           | 4                    | 3                    | 2                    | 1                    | 0                    | 0                    | 0                    | 0                    | 0                    | 0                    |
| FIA Karting Continental Championships Senior                                     | 3                    | 2                    | 1                    | 0                    | 0                    | 0                    | 0                    | 0                    | 0                    | 0                    |
| FIA Karting World Championships Junior                                           | 3                    | 2                    | 1                    | 0                    | 0                    | 0                    | 0                    | 0                    | 0                    | 0                    |
| FIA Karting Continental Championships Junior                                     | 2                    | 1                    | 0                    | 0                    | 0                    | 0                    | 0                    | 0                    | 0                    | 0                    |
| Джерело:                                                                         |                      |                      |                      |                      |                      |                      |                      |                      |                      |                      |

1. 1 2 3 4 5 6 7 8  За умови проведення раундів з «вуличними трасами» на трасах, погоджених FIA. [3]
2. 1 2  Окрім автомобілів LMP3.
3. ↑  Вік гонщика повинен бути не менше 15 років. Якщо гонщик бере участь у змаганнях, сертифікованих FIA, віком до 15 років, він не матиме права на отримання балів Суперліцензії протягом поточного та наступних двох років.
4. 1 2 3 4  Пілот може накопичити максимум 12 балів у чемпіонаті з картингу FIA. Бали з картингу діють протягом п'яти років.

### Суперліцензія виключно для вільної практики
Починаючи з сезону Формули-1 2019 року FIA запровадила вимогу до пілотів, які беруть участь у вільних практиках, мати окрему ліцензію, причому наявність стандартної суперліцензії не надає автоматично ліцензію для вільних практик. Критерії такі:
1. Мінімальний вік 18 років на початку їхнього першого змагання в Формулі-1.
2. Наявність міжнародної ліцензії на змагання рівня A.
3. Наявність дійсного водійського посвідчення при першій заявці.
4. Складання теоретичного тесту FIA на знання спортивних кодексів і правил Формули-1 при першій заявці.
5. При першій заявці — проходження шести гонок у Формулі-2 або накопичення 25 очок суперліцензії в відповідних чемпіонатах протягом попередніх трьох років.
6. Усі наступні заявки — завершення повного сезону у Формулі 2 або накопичення 25 очок суперліцензії в відповідних чемпіонатах протягом попередніх трьох років.

Якщо період із трьох календарних років включає 2020 рік, FIA розглядатиме три сезони з найбільшою кількістю накопичених балів у сезоні з чотирьох сезонів.

## Поновлення, санкції та витрати

### Випробувальний термін і поновлення
FIA видає ліцензії за умови 12-місячного випробувального терміну після першої видачі, це стосується як повної суперліцензії, так і ліцензії для вільних практик. У будь-який час протягом перших 12 місяців FIA може переглянути та відкликати суперліцензію, якщо стандарти продовження володіння ліцензією не виконуються.
Суперліцензії видаються на щорічній календарній основі та мають бути поновлені наприкінці кожного року.

### Санкції
FIA має низку санкцій, які можуть бути накладені на суперліцензію водія у вигляді догани та штрафних балів. Якщо пілот отримав три догани протягом сезону, FIA може накласти штрафні бали. Якщо водій накопичить 12 або більше штрафних балів протягом 12 місяців, він отримає заборону на одну гонку для наступної події, в якій він запланований для участі. Нарахування штрафних балів не підлягає догані, яка видається як попередня умова.

### Витрати
FIA стягує з власника ліцензії щорічну плату. Згідно зі звітом BBC, у 2009 році вартість суперліцензії зросла в середньому на 8700 фунтів стерлінгів, а в 2008 році стягувалася додаткова плата в розмірі 2100 євро за кожне отримане очко чемпіонату, у порівнянні з 447 євро за очко чемпіонату в 2007 році. У 2009 році Льюїс Гамільтон мав би заплатити 242 000 фунтів стерлінгів за свою ліцензію на сезон.

## Національність гонщиків
Громадянство, яке вказано в гоночній ліцензії, ідентично паспорту водія. Це не обов’язково збігається з країною, яка видає гоночну ліцензію. Француз, який живе в Німеччині, отримає ліцензію, видану німецькими органами автоспорту, але національність, відображена в ліцензії, все одно буде французькою. Для того, щоб брати участь у перегонах з ліцензією, яка відображає німецьке громадянство, гонщик також повинен мати німецький паспорт. Гонщики з кількома громадянствами можуть обирати своє «офіційне» громадянство, що буде зазначено в ліцензії.
В результаті цього правила сталося кілька помилок в офіційних списках заявок та під час подіумних церемоній, організованих FIA або організаторами гонок. Найбільш помітна з яких стосується Едді Ірвайна. Він був громадянином Великої Британії протягом усієї своєї кар’єри та мав гоночну ліцензію, видану Національним спортивним управлінням Республіки Ірландія. FIA помилково опублікувала офіційні списки заявок (на сезони 1995 і 1996 років), в яких зазначено, що Ірвайн виступав, як громадянин Ірландії. Ця ситуація також створила певну плутанину щодо національності Ірвайна, коли він з'явився на подіумі Формули-1. Під час його перших виступів на подіумі (на Гран-прі Канади 1995 року, Австралії 1996 року, Аргентини 1997 року та Монако 1997 року) організатори перегонів помилково використовували ірландський триколор.
Однак це правило не діяло на самому початку Формули-1. Раніше вибір національності залишався за гонщиком. Йохен Ріндт, наприклад, вирішив виступати у Формулі-1 з австрійським громадянством. Він змагався з ліцензією, виданою Австрійським національним спортивним управлінням протягом своєї кар'єри, незважаючи на те, що він народився в Німеччині та мав німецьке, а не австрійське громадянство.